# جيمي كونرز
جيمي كونرز (بالإنجليزية: Jimmy Connors)‏ هو لاعب تنس أمريكي. فاز في ثمانية بطولات جراند سلام، وصنف الأول عالميا لمدة 160 أسبوعا بين الفترة الممتدة من يوليو 1974 حتى أغسطس 1977 م.
يعده الكثير أحد أبرز لاعبي التنس في تاريخ اللعبة؛ عمل مدرباً لفترة قصيرة للاعب التنس الأمريكي أندي روديك.

## روابط خارجية
- جيمي كونرز على موقع رابطة محترفي التنس (الإنجليزية)
- جيمي كونرز على موقع الاتحاد الدولي لكرة المضرب (الإنجليزية)
- جيمي كونرز على موقع كأس ديفيز (الإنجليزية)
- جيمي كونرز على موقع قاعة مشاهير كرة المضرب الدولية (الإنجليزية)
- جيمي كونرز على موقع بطولة ويمبلدون (الإنجليزية)
- جيمي كونرز على موقع خلاصة التنس.كوم (الإنجليزية)